# 689
689 (DCLXXXIX) var ett normalår som började en fredag i den julianska kalendern.

## Händelser

### Okänt datum
- Slaget vid Coronate: Armén av Cunincpert, kung av langobarderna, besegrar Alahis styrkor vid floden Adda.
- Slaget vid Dorestad: Friserna med kung Radbod besegras av frankiske maior domus, Pippin av Herstal. Rhendeltat blir frankiskt.

## Födda
- Sankt Othmar, Sankt Gallens klosters förste abbot.

## Avlidna
- Liu Jingxian
- 10 maj – Prins Kusakabe (född 662)
- Alagis, Arian hertig av Trent och Brescia och senare kung av langobarderna efter ett framgångsrikt uppror